# Брежане

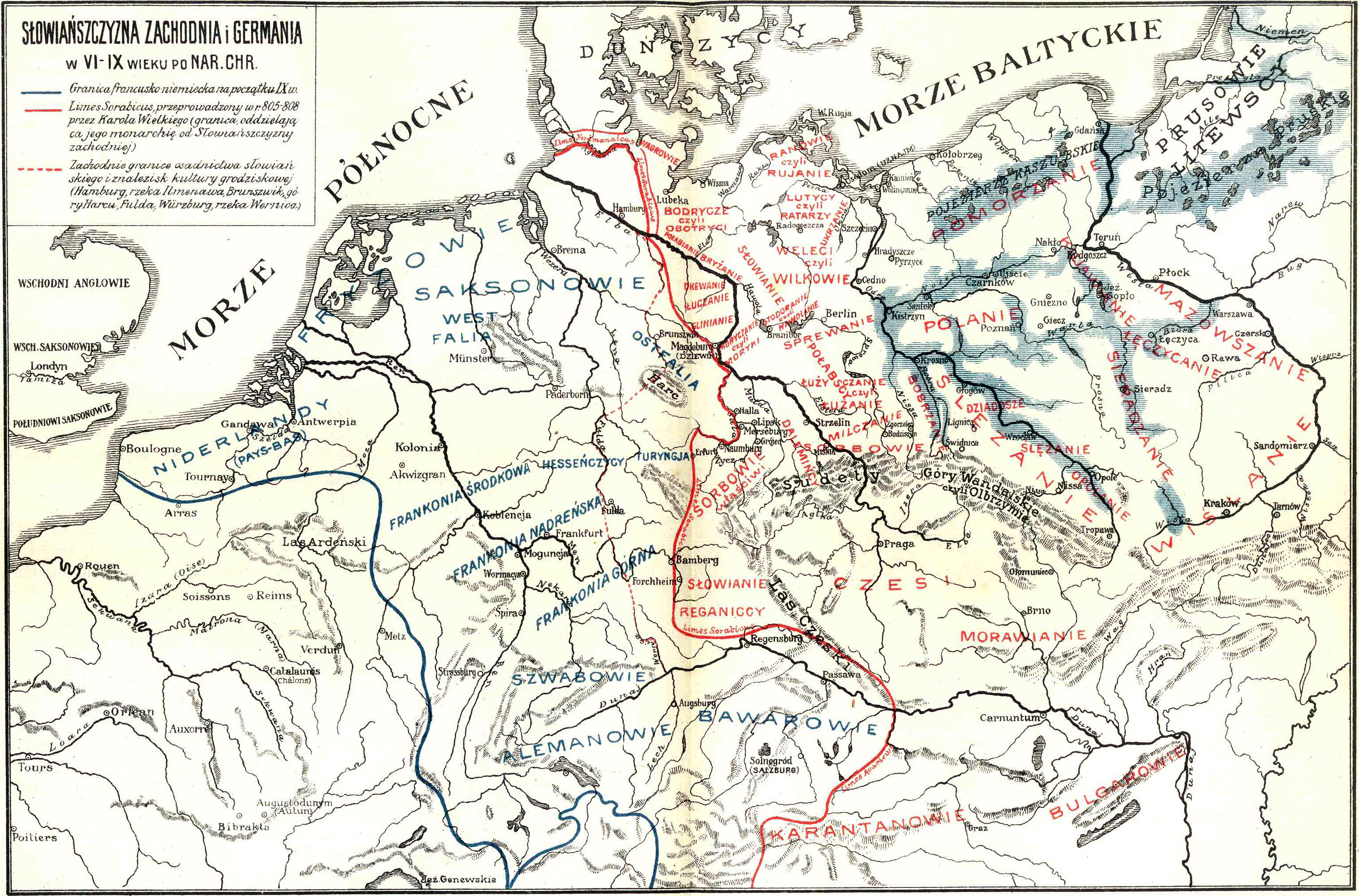
Племя на карте с Лужицким валом.

Брежане — западнославянское племя, которое населяло область средней Лабы и нижнего Хафеля. Главной их крепостью был Хоболин. Брежан принято отделять от их соседей стодорян, которые были частью племенного союза лютичей. Их земли лежали к Востоку от устья реки Реги к озеру Ямно (Западно-Поморское воеводство) и на Юг до города Плоты и Реско.
Около 1100 года Генрих Ободритский с саксами осадил их город Хоболин (Хафельберг) и Брежане были включены в состав Ободритского союза. Тем не менее после его смерти брежане восстановили независимость.